# Coleoscirus baptus
Coleoscirus baptus är en spindeldjursart som först beskrevs av Mohammad Nazeer Chaudhri 1980.  Coleoscirus baptus ingår i släktet Coleoscirus och familjen Cunaxidae. Inga underarter finns listade i Catalogue of Life.